# Lucius Vettius Paullus
Lucius Vettius Paullus war ein im 1. Jahrhundert n. Chr. lebender Angehöriger des römischen Senatorenstandes. In den Fasti Septempeda wird sein Name als Lucius Iulius Vettius Paullus angegeben.
Im Jahr 81 war Paullus zusammen mit Titus Iunius Montanus in den Monaten Mai und Juni Suffektkonsul; die beiden Konsuln sind durch die Arvalakten für den 1. und 17. Mai sowie durch eine Inschrift für den 29. Juni dieses Jahres belegt. Das Konsulpaar ist auch in den Fasti Septempeda aufgeführt.